# Naturschutzgebiet Herveler Bruch
Das Naturschutzgebiet Herveler Bruch mit einer Größe von 23,4 Hektar liegt am Südrand der Gemeinde Herscheid, südlich beziehungsweise südöstlich der Siedlung Hervel. Das Naturschutzgebiet (NSG) wurde 1998 vom Märkischen Kreis mit dem Landschaftsplan Nr. 5 Herscheid ausgewiesen.
Das NSG Herveler Bruch wurde 2004 als Teilfläche des FFH-Gebietes Ebbemoore mit der Nummer DE 4812-301 und einer Größe von 1068 Hektar ausgewiesen. Fünf weitere Teilflächen liegen in der Gemeinde Herscheid. Große Teile dieses FFH-Gebietes liegen auch im Stadtgebiet Meinerzhagen.

## Gebietsbeschreibung
Bei NSG handelt es sich um ein Moor- und Quellgebietes für den Herveler Bach. Beim Bruch handelt es sich um einen Schwarzerlenwald. Es gibt mehrere artenreiche Nass- und Feuchtgrünlandbrachen im NSG mit seltenen Arten wie Fieberklee und Knabenkraut-Orchideen.

## Schutzzweck
Laut Naturschutzgebiets-Ausweisung wurde das Gebiet zum Naturschutzgebiet ausgewiesen zur Erhaltung, Entwicklung und Wiederherstellung eines Quell- und Moorgebietes mit einer speziell angepassten Flora und Fauna; zur Erhaltung, Entwicklung und Wiederherstellung naturnaher Laubwälder. Ferner um zur Sicherung des ökologischen Netzes Natura 2000 der EU im Sinne der FFH-Richtlinie und ferner zur Erhaltung und Entwicklung von Lebensgemeinschaften und Lebensstätten wildlebender, teils gefährdeter Tier- und Pflanzenarten beizutragen. Wie bei allen Naturschutzgebieten in Deutschland wurde in der Schutzausweisung darauf hingewiesen, dass das Gebiet „wegen der Seltenheit, besonderen Eigenart und Schönheit des Gebietes“ zum Naturschutzgebiet wurde.